# Yankee Doodle in Berlin
Yankee Doodle in Berlin er en amerikansk stumfilm fra 1919 af F. Richard Jones.

## Medvirkende
- Bothwell Browne som Bob White
- Ford Sterling
- Malcolm St. Clair
- Bert Roach som Von Hindenburg
- Charles Murray